# 黃柏恩
黃柏恩（英語：Wong Pak Yan, James，1994年6月25日—），香港男子賽艇運動員。

## 簡歷
2018年8月，黃柏恩代表香港參加2018年亞洲運動會賽艇比賽，與周義評、張銘恆、梁俊碩、林新棟、鄧超萌、廖賡裕、黃偉健和袁潤林合作出戰男子輕量級八人艇項目，在決賽以6分14秒46的成績贏得銅牌。